# Лејкшир (Мисури)
Лејкшир (енгл. Lakeshire) град је у америчкој савезној држави Мисури.

## Демографија
По попису из 2010. године број становника је 1.432, што је 57 (4,1%) становника више него 2000. године.
| Група             | 2000.         | 2010.         |
| Белци             | 1.338 (97,3%) | 1.314 (91,8%) |
| Афроамериканци    | 5 (0,4%)      | 41 (2,9%)     |
| Азијати           | 6 (0,4%)      | 7 (0,5%)      |
| Хиспаноамериканци | 17 (1,2%)     | 47 (3,3%)     |
| Укупно            | 1.375         | 1.432         |